# Prospekt Mira (metrostation Moskou, Kaloezjsko-Rizjskaja-lijn)
Prospekt Mira (Russisch: Проспект Мира uitspraakⓘ) is een station aan de Kaloezjsko-Rizjskaja-lijn van de Moskouse metro. 

## Geschiedenis
In de metroplannen uit de jaren 30 van de twintigste eeuw was er geen station tussen de tuinring bij  Soecharevskaja en Station Moskva Rizjskaja. In de eerste plannen kwam de Koltsevaja-lijn (ringlijn) niet voor en in 1938 zou Rizjskaja het overstappunt worden tussen de ringlijn en de Rizjskaja-radius tussen het centrum en Ostankino. In 1943 werd het huidige tracé van de Koltsevaja-lijn vastgelegd dat de Rizjskaja-radius kruist ter hoogte van de botanischetuin van de staatsuniversiteit. Het overstappunt tussen de beide lijnen werd dan ook naar deze kruising verplaatst en de stations kregen de naam Botanitsjeski Sad (Botanische tuin). Het station aan de ringlijn werd geopend op 30 januari 1952 en tussen de sporen van de ringlijn ten westen van dat station werd een aansluiting op een verbindingstunnel gebouwd. Deze verbindingstunnel komt via een boog uit ten zuiden van het perron aan de Rizjskaja-radius. Deze verbindingstunnel was tot eind 1971 de enige verbinding tussen de Rizjskaja-radius en de rest van het metronet. Op 1 mei 1958 werd het station geopend als zuidelijke eindpunt van de Rizjskaja-radius wat het tot 5 januari 1972 bleef. Vanaf 1957 werd de route van de tuinring naar Jaroslavl binnen de kleine ringspoorlijn van Moskou, die destijds de stadsgrens vormde, tot autoweg omgebouwd. De eerste Metsjanskajastraat, de Troitskojeweg, de Grote Aleksejevskajastraat, de Grote Rostokinostraat en het deel van de Jaroslavlweg op Moskous grondgebied werden samengevoegd tot Propekt Mira (Vredeslaan). Op 26 oktober 1966 werden de stations omgedoopt ter ere van de nieuwe weg naar het noorden. De naam Botanitsjeski Sad werd in 1978 hergebruikt voor het station aan de oostkant van de Botanischetuin van de Sovjetacademie van wetenschappen in Ostankino. In 1991 en 1992 is voorgesteld om het station aan de ringlijn om te dopen in Metsjanskaja Sloboda, de buurt waar het station ligt, en dat aan de Kaloezjsko-Rizjskaja-lijn in Olympiyskaja, als verwijzing naar de sporthal en het zwembad van de Olympische spelen van 1980 die vlak ten westen van het station liggen. Deze voorstellen zijn echter verworpen.   

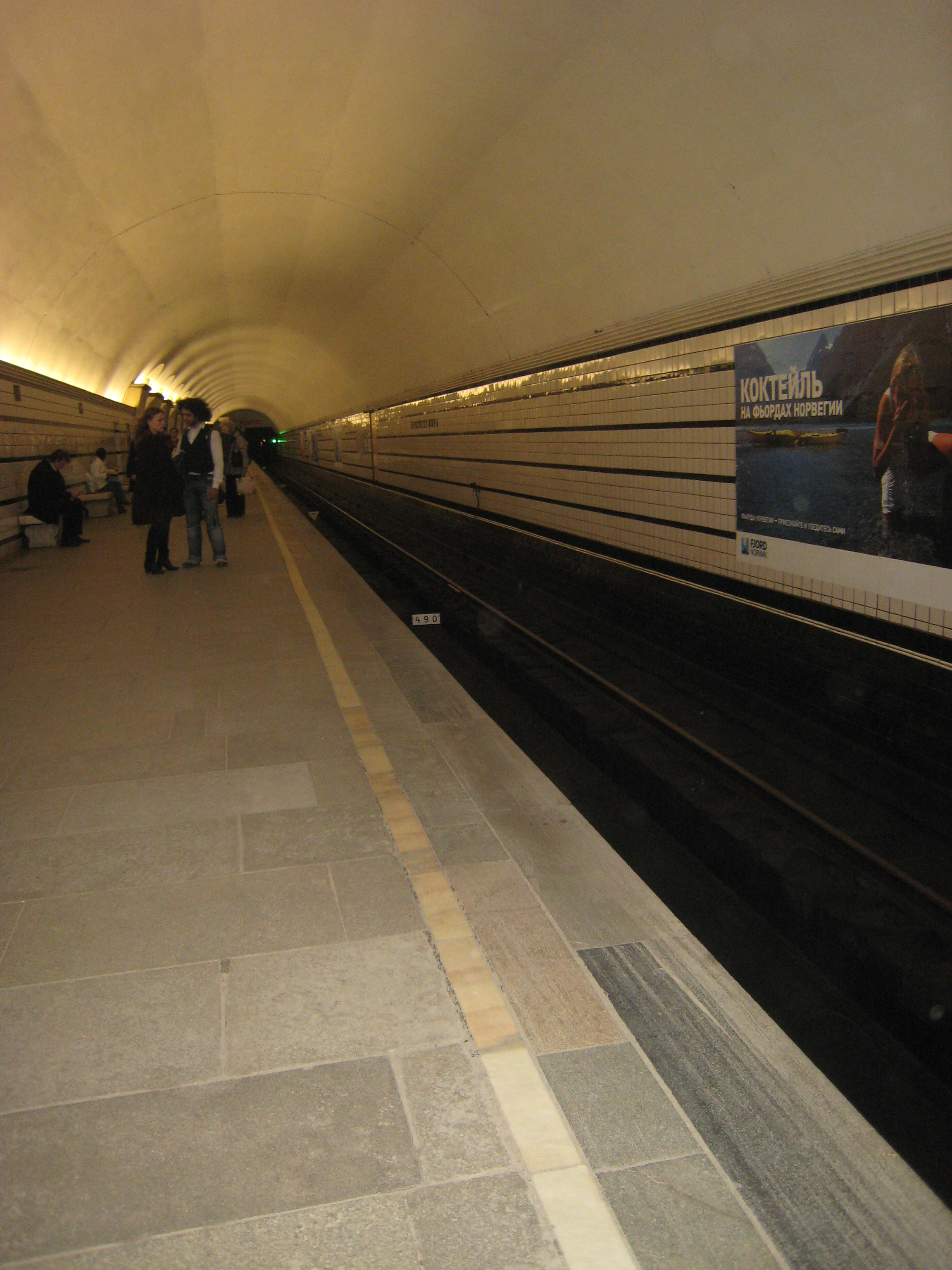
Het perron
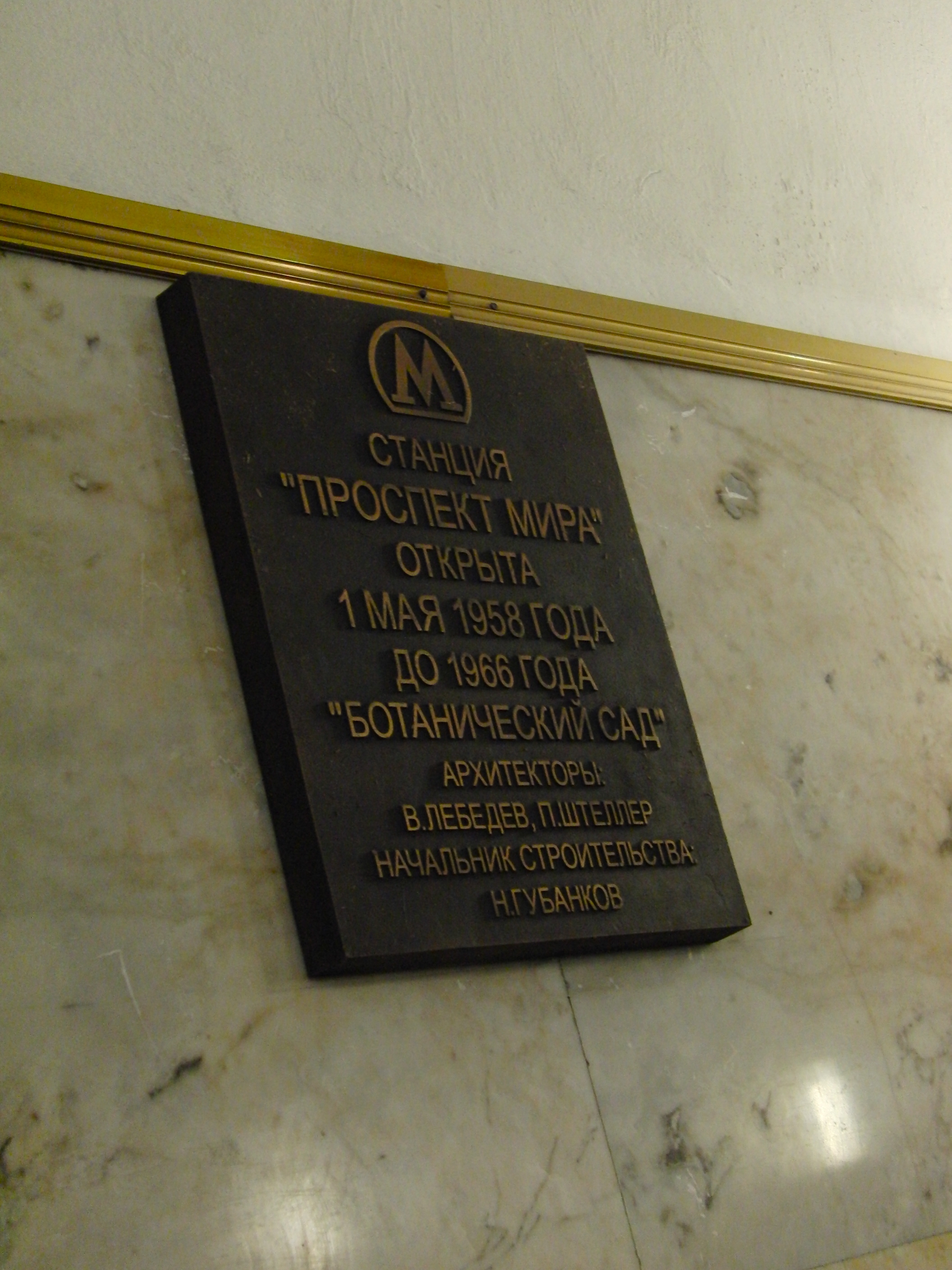
Het officiële naambord
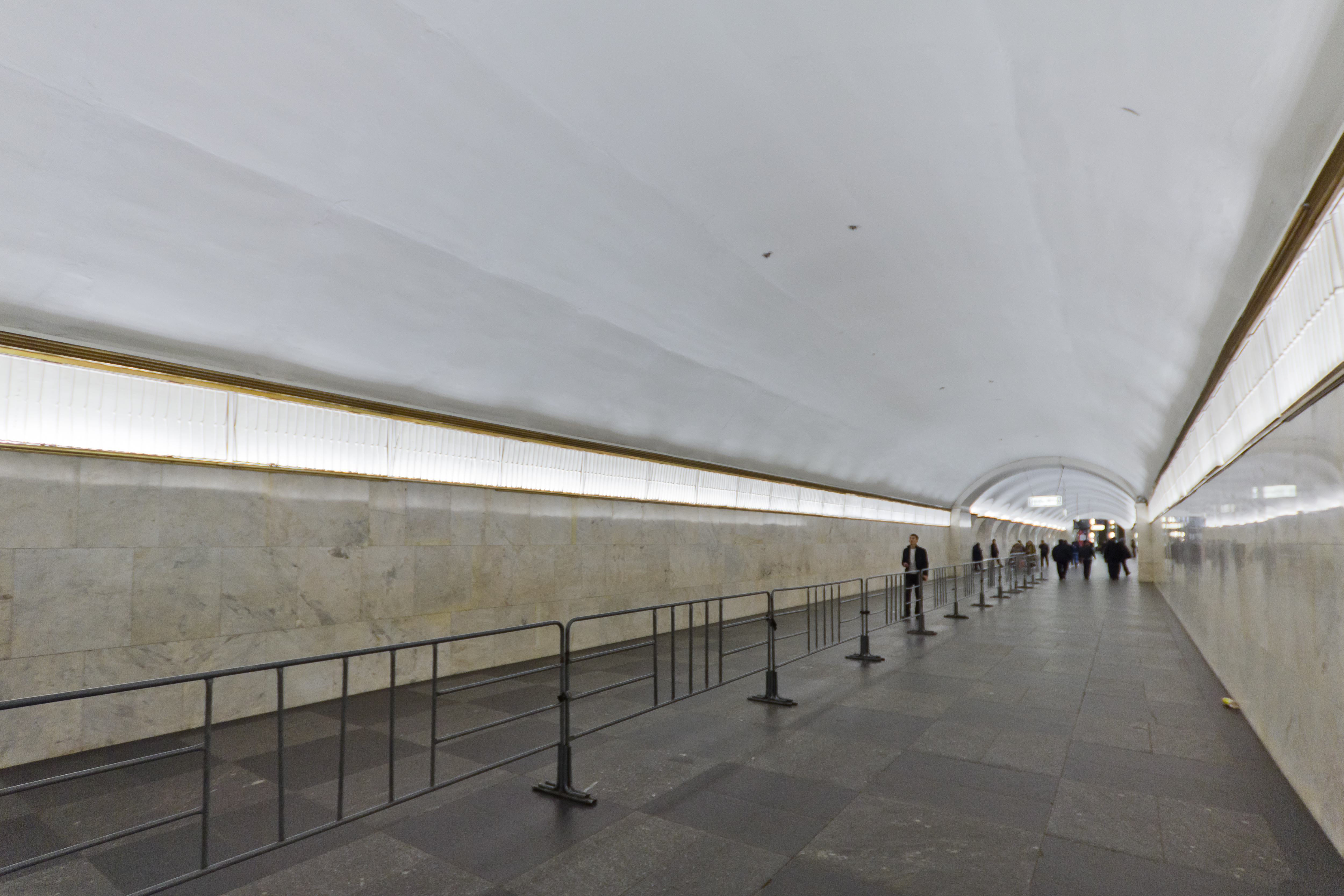
De overstaptunnel

## Ligging en inrichting
In 1959 werd een toegangsgebouw ontworpen door architect I.G. Taranov voor de noordelijke uitgang van het metrostation. Dit gebouw is gesloopt en de noordelijke toegangshal bevindt zich op de begane grond van het kantoorgebouw, ontworpen door V.M. Ginzburg en A.I. Taranov, van de afdeling bouwkunde van de Moskouse metro. Het zuidelijke perroneinde biedt toegang tot een overstaptunnel naar de perrons van de Koltsevaja-lijn. Ondergronds is er sprake van een pylonenstation op 50 meter diepte dat is ontworpen door V.V. Lebedev en P.P. Sjteller. De middenhal heeft een diameter van 9,5 meter, de buizen voor de sporen en de perrons 8,5 meter. De pylonen zijn ranker dan in het standaardontwerp en zijn boven breder dan onder. De marmeren bekleding van de pylonen heeft bovenaan een kroonlijst waarin de verlichting is ondergebracht. Net als de andere stations van de Rizjskaja-radius is de uitvoering soberder dan die van het station aan de ringlijn.   
De tunnelwanden zijn boven perronhoogte bekleed met ivoren tegels met vijf horizontale lijnen van zwarte tegels. Onder de perronhoogte zijn alleen zwarte tegels gebruikt. Het perron bestaat uit graniet in twee tinten grijs in een dambord patroon. De wanden van de overstaptunnel zijn bekleed met wit en roze Salietimarmer.        

## Reizigersverkeer
n maart 2002 werden 50.600 reizigers per dag geteld. De eerste metro naar het centrum vertrekt door de week om 5:43 uur en in het weekeinde om 5:45 uur. In noordelijke richting vertrekt de eerste metro op even dagen om 5:50 uur en op oneven dagen door de week om 5:49 uur, in het weekeinde om 5:48 uur.  